# گلوترتال
گلوترتال (به آلمانی: Glottertal) یک شهر در آلمان است که در برایگاو-هخشوارتسوالد واقع شده‌است. گلوترتال ۳٬۰۸۵ نفر جمعیت دارد.